# 貝達與巴尼亞斯屠殺
贝达与巴尼亚斯屠杀（英语：Bayda and Baniyas massacres）是叙利亚内战中一场发生于2013年5月的屠杀，地点在叙利亚塔尔图斯省的贝达（Bayda）和巴尼亚斯（Baniyas）。根据报导，亲阿萨德的民兵组织对逊尼派的村庄及居住的城区进行屠杀。这场屠杀据推测是为了报复反对派稍早时候的一次攻击，那次攻击造成了数名士兵丧生。在5月2日至3日，据报道有多个家庭在两起屠杀中遭到绝户，还有数千居民试图逃离。估计至少100位平民被杀害，部分人士认为死亡人数可能超过400人。人权观察组织认为在大规模处决当中有248人遇难。根据联合国的报告大约300到450人丧生。幸存者证实是政府军在准军事武装国家防卫军的支援下进入村庄并开始“凶残的攻击行动：纵火、劫掠和杀戮”。

## 政府军士兵遇袭
早在2013年5月2日，在贝达村反对派武装与政府军展开交战。活动人士声称一辆载有亲政府民兵（据悉是沙比哈民兵）的巴士遭到攻击，7人丧生，20至30人受伤。来自周边地区的叙利亚政府军和沙比哈民兵在下午赶到该地区并开始袭击这个村庄。

## 村庄遭袭
政府军在亲政府武装分子的支援下攻入位于地中海沿岸山区中的贝达村，杀死了数十人，其中包括妇女和儿童，并焚毁了住宅。在军队攻入村庄前，政府军使用火箭弹轰炸了该村。
叙利亚人权观察组织声称至少50人，并且最多有可能达到100人，在这次暴力事件中丧生。目击者声称有些人是被刀或者钝器杀害的，还有数十名村民下落不明。之后，叙利亚人权观察组织声称他们有能力证明有51人被杀害。另一份报告则能够证明72人被杀。反对派活动人士声称尽管贝达村是反对派控制的，但村里只有14名反对派武装分子。一名反对派活动人士说这次屠杀事件其实是对4天前附近地区另一起造成多名士兵丧生的袭击事件的报复行动。
受害者中包括贝达村前任伊玛目Sheikh Biyasi，他担任贝达村伊玛目长达30年。他被形容为“政府的忠实支持者，在两年前辞职之前由于他的政治观点而遭到人们的疏远。”根据一名幸存者的说法，“虽然他一直反对抗议活动，但他还是被杀害了”。Biyasi的家庭被路透社描述为遭受了“许多最严重的损失，能够证实有36名家庭成员遇害”。

## 巴尼亚斯屠杀
5月3日，根据叙利亚人权观察组织说法，在巴尼亚斯市Ras al-Nabaa区发生了另一起屠杀事件，导致数百名逊尼派居民逃离了家园。根据一份反对派的报告，总共有77名平民，其中包括14名儿童被害。另两份报告则有名有姓的证实有96到145人被认定在该区被处决。在该区与反对派的交火中也有4名亲政府民兵和2名政府军丧生。
国有媒体，声称政府军在该地区只是在搜寻和消灭恐怖分子。一名亲政府武装领导人Mihrac Ura声称有必要包围巴尼亚斯并将那些“叛徒”消灭干净。政府军声称在贝达和巴尼亚斯总共消灭了40名恐怖分子。